# Dipartimento per le politiche della famiglia
Il Dipartimento per le politiche della famiglia (DIPOFAM) della Presidenza del Consiglio dei ministri è la struttura di supporto per la promozione e il raccordo delle azioni di Governo volte ad assicurare l'attuazione delle politiche in favore della famiglia in ogni ambito e a garantire la tutela dei diritti della famiglia in tutte le sue componenti e le sue problematiche generazionali.
A capo del dipartimento può essere posto un ministro senza portafoglio. Dall'insediamento del Governo Meloni, il 22 ottobre 2022, l'attuale ministra con delega alla famiglia è Eugenia Maria Roccella, cui è affidata anche la delega alle pari opportunità.

## Storia
Il DIPOFAM è stato istituito – a seguito di una fase transitoria coincidente con la previsione di una struttura di missione temporanea posta alle dipendenze funzionali del ministro delegato alla famiglia – per effetto del conferimento al Presidente del Consiglio dei ministri, da parte dell’articolo 1, comma 19, lettera e), del decreto-legge 18 maggio 2006, n. 181, delle funzioni di indirizzo e coordinamento in materia di politiche della famiglia, prima attribuite al Ministero del lavoro e delle politiche sociali. Il medesimo comma prevedeva, inoltre, che la competenza in materia di infanzia fosse esercitata dalla Presidenza del Consiglio dei ministri in funzione di supporto al Ministero della solidarietà sociale.
Ai sensi dell’articolo 1, comma 14, lettera b), del decreto-legge 16 maggio 2008, n. 85, la competenza in materia di infanzia è stata attribuita alla Presidenza del Consiglio dei ministri da esercitare unitamente al Ministero della solidarietà sociale.
La costituzione di una struttura stabile della Presidenza del Consiglio dei ministri è avvenuta con decreto del Presidente del Consiglio dei ministri 29 ottobre 2009. Con decreto del Sottosegretario di Stato con delega alle politiche per la famiglia 31 dicembre 2009, tuttora vigente, è stata disciplinata l’organizzazione interna.
Con decreto del Presidente del Consiglio dei ministri 1º ottobre 2012, recante ordinamento delle strutture generali della Presidenza del Consiglio dei ministri, sono state, da ultimo, ridefinite, all’articolo 19, le attuali competenze.

## Competenze
Il Dipartimento svolge le seguenti funzioni:
1. cura, avvalendosi dell'Osservatorio nazionale sulla famiglia ed attraverso la redazione del Piano nazionale per la famiglia, l'elaborazione e il coordinamento delle politiche nazionali, regionali e locali per la famiglia e ne assicura il monitoraggio e la valutazione;
2. concorre, mediante la gestione delle risorse afferenti al Fondo per le politiche della famiglia, al finanziamento delle medesime politiche;
3. promuove e coordina le azioni del Governo dirette a contrastare la crisi demografica e a sostenere la maternità e la paternità;
4. promuove intese in sede di Conferenza unificata relative, tra l'altro, allo sviluppo del sistema territoriale dei servizi socio-educativi, alla riorganizzazione dei consultori familiari, alla qualificazione del lavoro delle assistenti familiari, alla riduzione del costo dei servizi per le famiglie numerose;
5. promuove, incentiva e finanzia le iniziative di conciliazione dei tempi di lavoro e dei tempi di cura della famiglia;
6. promuove e coordina le azioni del Governo in materia di relazioni giuridiche familiari e di adozioni nazionali ed internazionali;
7. cura l'attività di informazione e di comunicazione istituzionale in materia di politiche per la famiglia;
8. assicura la presenza del Governo negli organismi nazionali, europei e internazionali competenti in materia di tutela della famiglia;
9. fornisce supporto, unitamente alle altre amministrazioni centrali dello Stato competenti, all'attività dell'Osservatorio nazionale per l'infanzia e l'adolescenza e del Centro di documentazione e di analisi per l'infanzia e l'adolescenza[1].

Successivi interventi di rango legislativo hanno rafforzato le competenze del Presidente del Consiglio dei ministri, e conseguentemente dell’Autorità politica delegata, in materia di famiglia e attribuito nuove competenze in materia di infanzia e adolescenza.
In particolare:
1. l’articolo 3, della legge 29 maggio 2017, n. 71, ha attribuito competenze in materia di cyberbullismo, attraverso l’istituzione, presso la Presidenza del Consiglio dei ministri, del “Tavolo tecnico per la prevenzione e il contrasto del cyberbullismo”, organismo coordinato dal Ministero dell'istruzione; inoltre, nell'ambito del piano di azione integrato per il contrasto e la prevenzione del cyberbullismo, la Presidenza del Consiglio dei ministri, in collaborazione con il Ministero dell'istruzione, dell'università e della ricerca e con l'Autorità per le garanzie nelle comunicazioni, predispone, nei limiti delle risorse di cui al comma 7, primo periodo, periodiche campagne informative di prevenzione e di sensibilizzazione sul fenomeno del cyberbullismo, avvalendosi dei principali media, nonché degli organi di comunicazione e di stampa e di soggetti privati.
2. l’articolo 3, comma 1, lettera a), del decreto-legge 12 luglio 2018, n. 86, convertito con modificazioni dalla legge 9 agosto 2018, n. 97, ha rafforzato le competenze già riconosciute in materia di politiche per la famiglia, riconoscendo il coordinamento delle politiche “volte alla tutela dei diritti e alla promozione del benessere” della famiglia; specificando che la gestione delle risorse finanziarie relative alle politiche per la famiglia sono finalizzate anche “per il sostegno alla natalità”; attribuendo “le funzioni di espressione del concerto in sede di esercizio delle funzioni di competenza statale attribuite al Ministero del lavoro e delle politiche sociali in materia di "Fondo di previdenza per le persone che svolgono lavori di cura non retribuiti derivanti da responsabilità familiari", di cui al decreto legislativo 16 settembre 1996, n. 565” e “le funzioni statali di competenza del Ministero del lavoro e delle politiche sociali concernenti la carta della famiglia Archiviato il 21 ottobre 2021 in Internet Archive., di cui all'articolo 1, comma 391, della legge 28 dicembre 2015, n. 208”;
3. l’articolo 3, comma 1, lettera b), del decreto-legge 12 luglio 2018, n. 86, convertito con modificazioni dalla legge 9 agosto 2018, n. 97, ha codificato le funzioni di indirizzo e coordinamento in materia di politiche per le adozioni, anche internazionali, di minori italiani e stranieri, fermo restando quanto previsto dall'articolo 3 del decreto del Presidente della Repubblica 8 giugno 2007, n. 108, in ordine alla presidenza della Commissione ivi prevista da parte del Presidente del Consiglio dei ministri, salvo delega;
4. l’articolo 3, comma 1, lettera c), del decreto-legge 12 luglio 2018, n. 86, convertito con modificazioni dalla legge 9 agosto 2018, n. 97, ha attribuito le funzioni di indirizzo e coordinamento in materia di politiche per l'infanzia e l'adolescenza, anche attraverso le funzioni di competenza dell’Osservatorio nazionale per l'infanzia e l'adolescenza e quelle già proprie del Centro nazionale di documentazione e di analisi per l'infanzia e l'adolescenza Archiviato il 27 novembre 2021 in Internet Archive., di cui al decreto del Presidente della Repubblica 14 maggio 2007, n. 103, nonché quelle relative all'Osservatorio per il contrasto della pedofilia e della pornografia minorile, e attraverso le funzioni di espressione del concerto in sede di esercizio delle funzioni di competenza statale del Ministero del lavoro e delle politiche sociali in materia di Fondo nazionale per l'infanzia e l'adolescenza di cui alla legge 28 agosto 1997, n. 285.

Per effetto di tali interventi legislativi, attualmente il Dipartimento è la struttura che supporta il Presidente del Consiglio dei ministri o l’Autorità politica delegata in materia di famiglia, per la promozione e il raccordo delle azioni di Governo volte ad assicurare l'attuazione delle politiche in favore della famiglia e a tutela dell’infanzia e dell’adolescenza.

## Organizzazione
Il Dipartimento è guidato da un Capo del Dipartimento. Il Capo del Dipartimento cura l'organizzazione e il funzionamento del Dipartimento; coordina le relazioni tra gli uffici e fornisce il necessario supporto all'autorità politica nell'esercizio di funzioni concernenti i rapporti con gli organi dell'Unione europea e del Consiglio d'Europa, con le organizzazioni internazionali, con i Paesi europei ed extraeuropei, in materia di politiche per la famiglia.
Dal 3 marzo 2023, il Capo del Dipartimento è Gianfranco Costanzo. 
Il Dipartimento è organizzato in uffici e servizi, che elaborano politiche in settori specifici. Ogni ufficio fa capo a un dirigente coordinatore:
- Ufficio I - Interventi per la conciliazione, comunicazione e gestione
  - Servizio I - Interventi per la conciliazione
  - Servizio II - Comunicazione, affari generali, personale e bilancio
- Ufficio II - Politiche per la famiglia
  - Servizio I - Promozione e monitoraggio delle politiche per la famiglia
  - Servizio II - Promozione dei servizi per la famiglia, relazioni internazionali e comunitarie

## Sede
Da marzo 2021, il DIPOFAM ha sede in via Quattro Novembre, 144 - 00187 Roma, Italia, presso il Palazzo Inail.